# 겐카이나다 해난사고
겐카이나다 해난 사고(玄界灘海難事故)는 2003년 7월 2일과 7월 6일 후쿠오카현 바다의 겐카이나다에서 해상 충돌 예방법을 무시한 두척의 대한민국의 화물선이 일본의 어선들과 수산청 어업 취체선에 잇달아 충돌한 연쇄 해난 사고이다.　한국 화물선은 피해가 없었지만 충돌에 의한 큰 피해를 입은 일본 선박에 대한 구조 활동은 일절 하지 않았다.